# HD 213240
HD 213240 é uma estrela na constelação de Grus. Com uma magnitude aparente visual de 6,80, tem um brilho baixo demais para ser vista a olho nu. A partir de medições de paralaxe, do primeiro lançamento do catálogo Gaia, está localizada a uma distância de 133,5 anos-luz (40,9 parsecs) da Terra.

## Características
O tipo espectral de HD 213240 já foi dado como G0/1V e G4IV, indicando que esta é uma estrela de classe G no estágio de sequência principal ou de subgigante. Estima-se que tenha uma massa de 1,20 vezes a massa solar e uma idade de 4,6 bilhões de anos. Com um raio de 1,48 vezes o raio solar, a estrela está brilhando com 2,6 vezes a luminosidade solar de sua fotosfera a uma temperatura efetiva de 6 030 K. Sua metalicidade, a abundância de elementos além de hidrogênio e hélio, é alta, com 138% da abundância de ferro do Sol. HD 213240 possui um baixo nível de atividade cromosférica e um período de rotação estimado em 15 dias.
HD 213240 forma um sistema binário com uma anã vermelha de tipo espectral M5V situada a uma separação angular de 96 segundos de arco, ou uma separação física mínima de 3898 ± 129 UA considerando a distância do sistema. Essa estrela tem aproximadamente o mesmo movimento próprio que a primária e seus índices fotométricos são consistentes com uma anã vermelha à mesma distância, confirmando que formam um par binário físico. Sua massa é estimada em 15% da massa solar. Ela foi designada HD 213240 C, já que o nome HD 213240 B já é usado por uma companheira óptica no Catálogo de Estrelas Duplas Washington. A sonda Gaia determinou a paralaxe desta estrela, mostrando que ela está a uma distância de 134,6 anos-luz (41,3 parsecs) da Terra.

## Sistema planetário
Em 2001 foi descoberto um planeta extrassolar massivo orbitando HD 213240 com um período de 951 dias, detectado por espectroscopia Doppler a partir de observações pelo espectrógrafo CORALIE, que mediu as variações na velocidade radial da estrela conforme ela orbita o centro de massa do sistema. Em 2006 foi publicada uma solução orbital atualizada, e o período do planeta foi refinado para 883 dias. Esse objeto é um gigante gasoso massivo com um massa mínima de 4,7 vezes a massa de Júpiter, orbitando a estrela a uma distância média de 1,9 UA. Sua excentricidade orbital de 0,42 é alta, seguindo a tendência de que planetas gigantes são encontrados com grandes dispersões de excentricidades.
| Planeta | Massa           | Semieixo maior (UA) | Período orbital (dias) | Excentricidade |
| ------- | --------------- | ------------------- | ---------------------- | -------------- |
| b       | >4,72 ± 0,40 MJ | 1,92 ± 0,11         | 882,7 ± 7,6            | 0,421 ± 0,015  |